# Anopsxenus indicus
Anopsxenus indicus är en mångfotingart som beskrevs av Condè och Jacquemin 1963. Anopsxenus indicus ingår i släktet Anopsxenus och familjen penseldubbelfotingar. Inga underarter finns listade i Catalogue of Life.